# 葛広明
葛 広明（かつ こうめい, 1955年 - ）は、中華民国の軍人。空軍中将。軍事情報局局長。

## 経歴
1977年、空軍軍官学校58期（66年班）卒業。過去、IDF戦闘機の教官を務め、スホーイ戦闘機を操縦した経験を有し、中国人民解放軍空軍のスホーイ戦闘機の性能と戦術を熟知する台湾唯一の将官である。
空軍第20大隊（電戦機）大隊長（上校）、空軍志航基地（737連隊）副連隊長及び連隊長を歴任。2004年7月1日、少将に昇進し、連三作戦計画次長室空軍助理次長となる。2007年12月1日、電訊発展室主任。2008年1月1日、中将に昇進した（上校から中将まで3年半しかかかっていない）。
2008年3月、軍事情報局局長に任命。2009年10月5日、軍事情報局の経費16万元を着服し家族に渡したとして更迭され、同日附で国防部長弁公室参事に異動。
2010年8月、漢儒基金会より370万9千元の賄賂を受け取ったとして共同侵占公有財物罪の罪に問われ、高等軍事法院にて懲役14年、公民権剥奪6年の判決が下された。葛は最高軍事法院に上訴。この審議で、受け取った賄賂の大半は当時の秘書の自宅に保管させていた事、使った分も軍人遺族や教育機関に寄付するなど私的利用が見られなかった事から社会的危害が少ないとして、2014年9月、刑法第五十九条の「情堪憫恕条款」に基づき、懲役2年6月、公民権剥奪1年に減刑された。2016年8月に刑期満了。
なお、現役停止から3年で退役となる事から審議中の2013年4月に国防部に恩給申請を行ったが、正当な手続きを踏んだ退役ではないとして却下された。この審議中、馬英九総統が恩給の許可に肯定的だったにもかかわらず、当時国防部長の高華柱が議事録を葛に不利なよう書き換えたとして、2017年6月に高華柱を文書偽造で告訴した。